# Skamieniały las

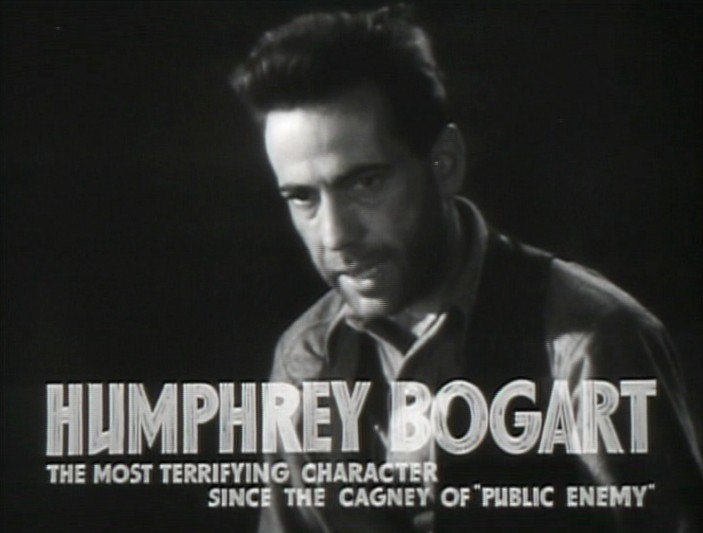
Humphrey Bogart

Skamieniały las (The Petrified Forest) – amerykański film kryminalny, adaptacja sztuki Roberta Sherwooda w reżyserii Archiego Mayo, przedstawiająca historię ucieczki gangstera przed ścigającą go policją.

## Główne role
- Leslie Howard - Alan Squier
- Bette Davis - Gabrielle Maple
- Genevieve Tobin - pani Chisholm
- Dick Foran - Boze Hertzlinger
- Humphrey Bogart - Duke Mantee
- Joe Sawyer - Jackie
- Porter Hall - Jason Maple
- Charley Grapewin - dziadek Maple
- Paul Harvey - pan Chisholm
- Eddie Acuff - Lineman